# فلوت دیویج بیب

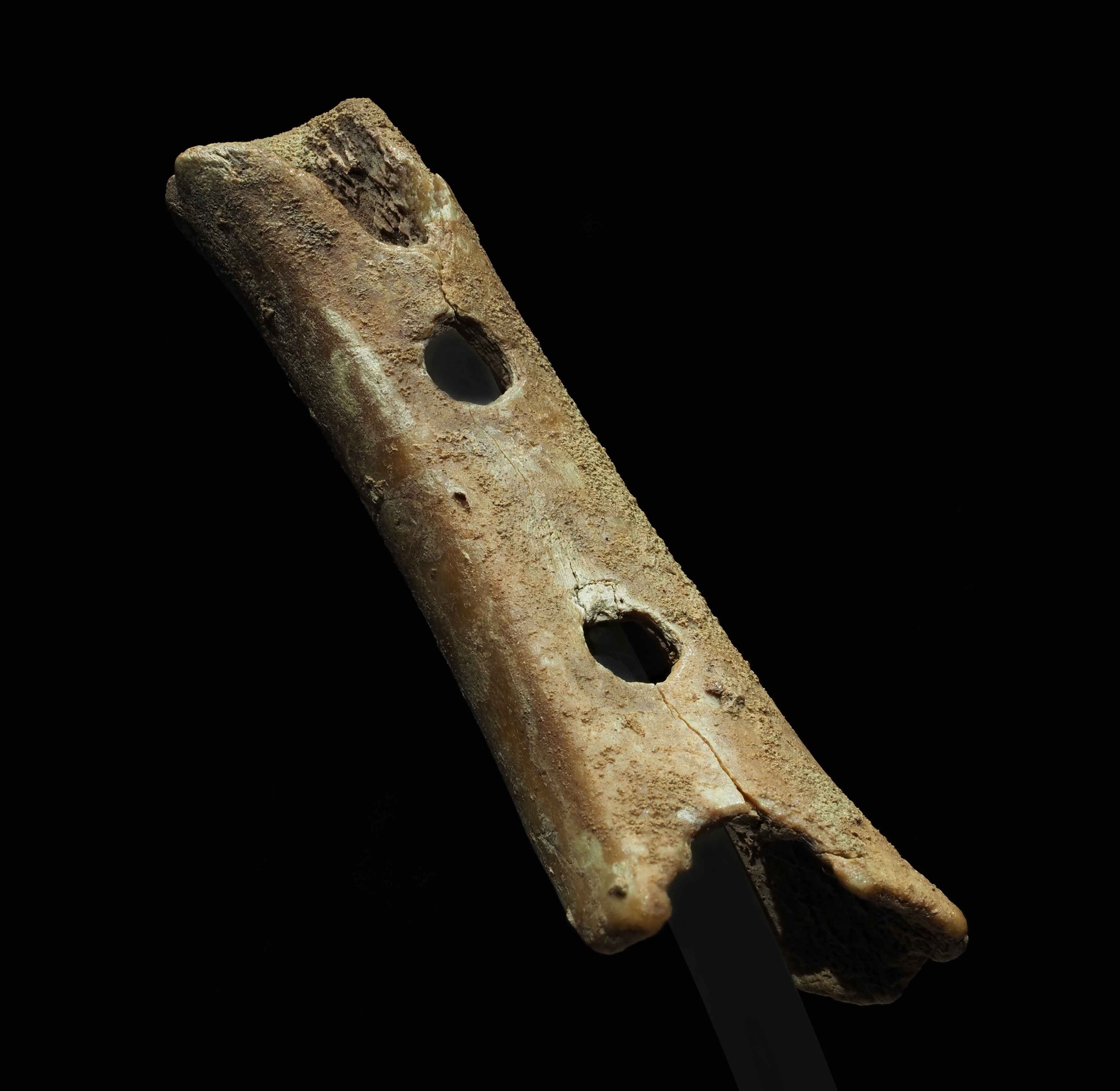
فلوت کهن دیویج بیب

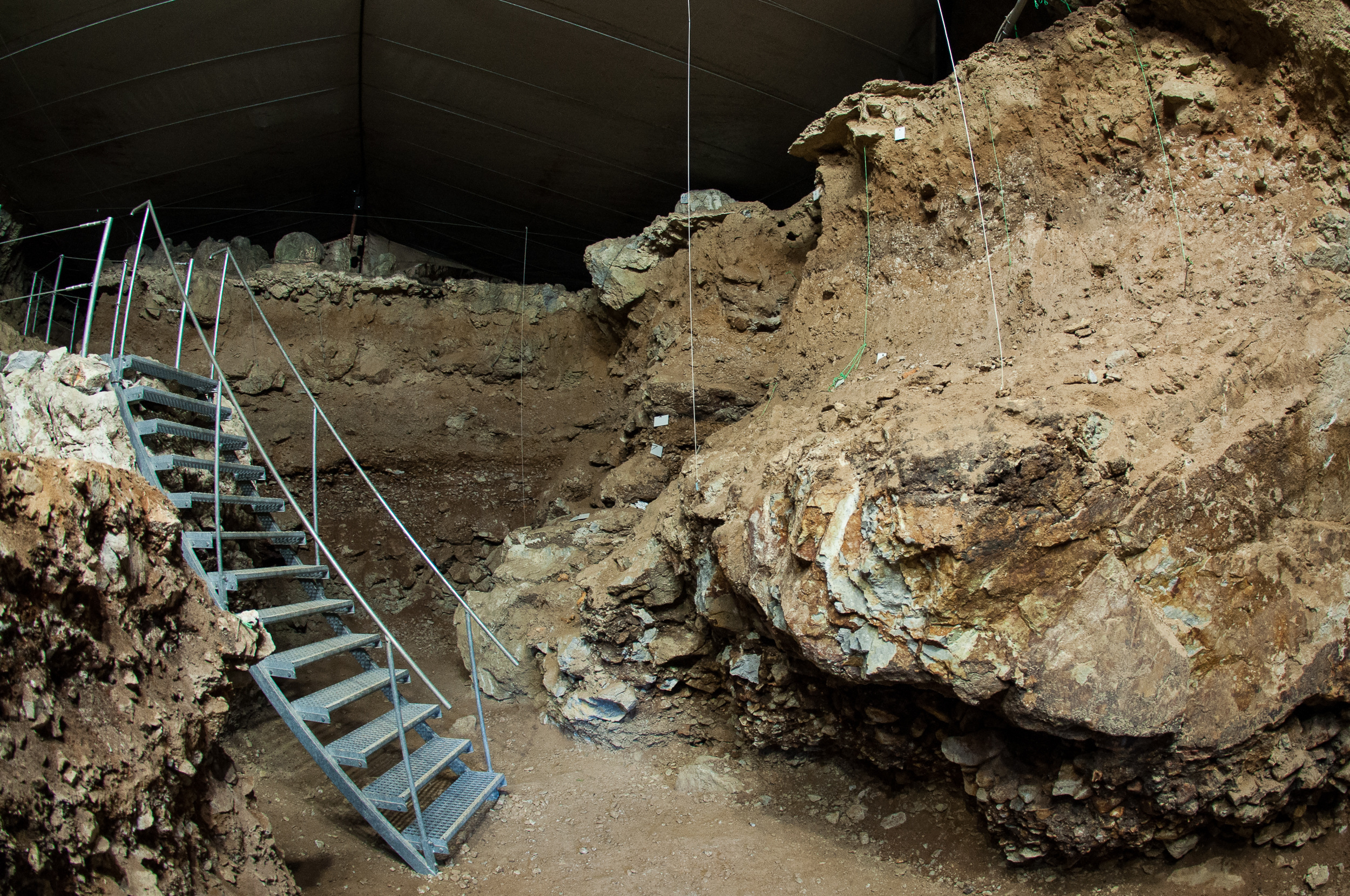
کنده‌کاری در دیویج بیب

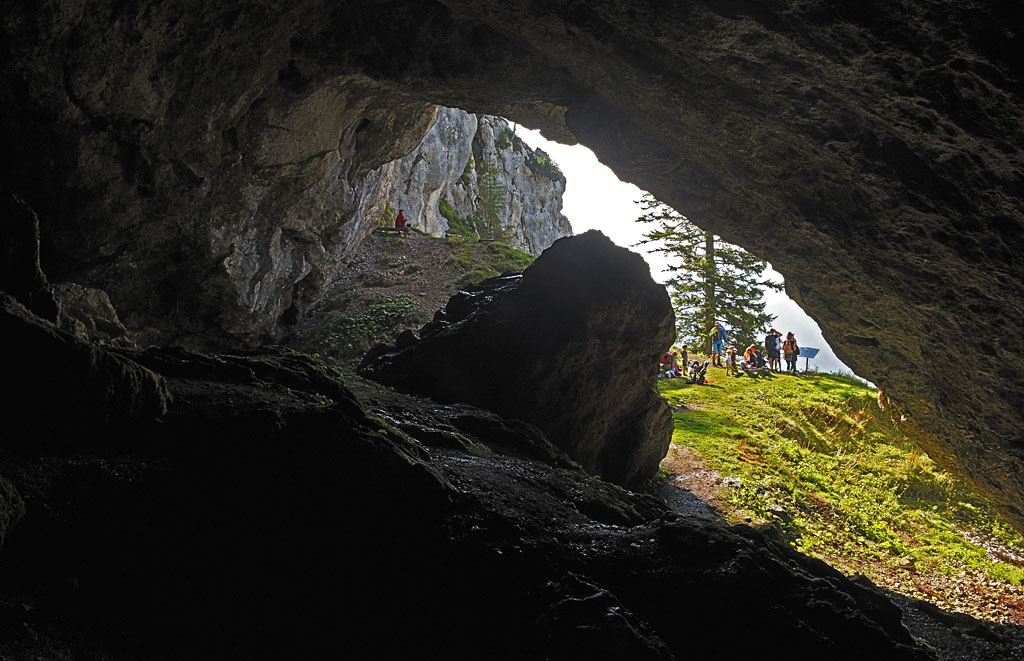
Potočka zijalka، غاری در کاراوانکس خاوری، جایی که بازمانده‌های یک سکونتگاه انسانی در پیوند با اوریگناسین (۳۰ تا ۴۰ هزار سال پ. م)، از سوی Srečko Brodar در دهه‌های ۱۹۲۰ و ۱۹۳۰ پیدا شد. این آغاز پژروهش‌های پارینه سنگی در اسلوونی است.

فلوت دیویج بیب که به آن tidldibab نیز می‌گویند، استخوان ران خرس غارنشین است که سوراخ‌هایی در آن کنده شده و در سال ۱۹۹۵ در کاوش‌های باستان‌شناسی پی‌درپی به رهبری بنیاد باستان‌شناسی کانون پژوهش‌های آکادمی دانش و هنر اسلوونی در دیویج‌بیب نزدیک سرکنو در شمال‌باختری اسلوونی یافت شد.
گفته می‌شود این ابزار از سوی نئاندرتالها در جایگاه گونه‌ای ساز ساخته شده است و به فلوت نئاندرتال ناموَر شده است.
این ابزار در موزه ملی اسلوونی در لیوبلیانا در جایگاه یک فلوت نئاندرتال پیش روی دید همگان می‌باشد. این‌گونه این ساز، کهن‌ترین ساز شناخته‌شده در جهان نام گرفته است.
مانند بسیاری دیگر از یافته‌های پارینه‌سنگی میانی (موسترین) که شاید بازتابنده رفتار نمادین و توانایی‌های شناختی پیشرفته در میان نئاندرتال‌ها باشد، این یافته نیز با انتقاد سخت و پذیرفته نشدن بخشی از جامعه علمی رویارو شد.
در پژوهش‌های پارینه‌سنگی، یافته‌های دارای برجستگی نمادین، مورد توجه نخستین هستند. توجه ویژه به یافته‌هایی می‌شود که دورهٔ پیش از درآمدن انسان‌های مدرن (از دید آناتومیک) به اروپا که پیرامون ۴۰ هزار سال پیش می‌باشد را دربرمی‌گیرد.

## بن‌مایه
- همکاری‌کنندگان ویکی‌پدیا، «Divje Babe flute»، ویکی‌پدیای انگلیسی، دانشنامهٔ آزاد (بازیابی ۱ تیر ۱۴۰۲)